# Il rabdomante
Il rabdomante è un film del 2007 diretto da Fabrizio Cattani.

## Trama
Harja, giovane donna dell'est fugge da Cintanidd, boss della mafia pugliese, che l'ha comprata per possederla. Nella fuga si ritrova nelle campagne di Matera e si nasconde nella masseria di Felice, schizofrenico quarantenne con il dono della rabdomanzia. Cintanidd è alla ricerca di entrambi ed è inconsapevole che si trovano insieme: Harja aspetta un figlio da lui e, nello stesso tempo, il boss è alla ricerca dell'uomo che gli sta rovinando il business dell'acqua. Infatti nella terra arida e assetata, Felice aiuta i contadini a scovare l'acqua nei campi grazie al suo dono anche con la sorella Sofja. Sarà il passato difficile da dimenticare e la solitudine ad unire i due e li segnerà profondamente.

## Produzione
Il film è stato girato tra Matera e Bari.